# Teatro Estatal Academico Ruso de Drama de Azerbaiyán
El Teatro Estatal Academico Ruso de Drama de Azerbaiyán (en azerí: Azərbaycan Dövlət Akademik Rus Drama Teatrı, en ruso: Азербайджанский государственный академический  русский драматический театр) es un teatro estatal en la ciudad de Bakú la capital de Azerbaiyán que se encuentra específicamente en la calle Xaqani 7, en el distrito central de la ciudad. El director de teatro es Adalet Haciyev y el director artístico es Alexander Sharovski. Los espectáculos del teatro son principalmente obras rusas de arte y literatura con algunos espectáculos de escritores azerbaiyanos y europeos clásicos. También hay espectáculos para niños en la tarde los fines de semana.

## Historia
Enl 23 de diciembre de 1920 se celebró la inauguración del teatro como el teatro decrítica-propaganda de Bakú. En 1923 fue renombrado fue renombrado al teatro  de trabajador de Bakú. Desde 1937  se funciona como el teatro estatal ruso de drama de Azerbaiyán. 
En 1956 fue nombrado en honor del poeta y dramaturgo azerbaiyano Samed Vurgun. 
En los 1925-1930 años en el teatro se pusieron en la escena el espectáculo “Revuelta”(de B.Lavrenyov). En los 1930-1940 años el repertorio del teatro se enriqueció con las obras “Don Carlos”(de Friedrich Schiller), “Romeo y Julieta”(de William Shakespeare), “El cadáver vivo”( de Leo Tolstoy) etc. 
El teatro fue condecorado con los órdenes  de la Bandera Roja del Trabajo.
En 2019 por la disposición del Presidente de la República de Azerbaiyán el teatro se concedió un estatuto académico.

## Repertorio
- Noches de Atenas
- Ali y Nino
- Bulevar Sunset
- En el Palacio de cristal
- Orgullo y prejuicio
- Detector de mentiras
- Elchin: "los Inquilinos del infierno".
- Fiódor Dostoyevski: Los hermanos Karamazov
- Matrimonio
- Casanova: Lecciones de amor
- Mascarada
- Meme
- Sonata de otoño
- Usurero de San Petersburgo
- Las siete bellezas
- La Última pasión de la reina
- Destino del artista
- Tahmina y Zaur